# Havre – Caumartin (stanice metra v Paříži)

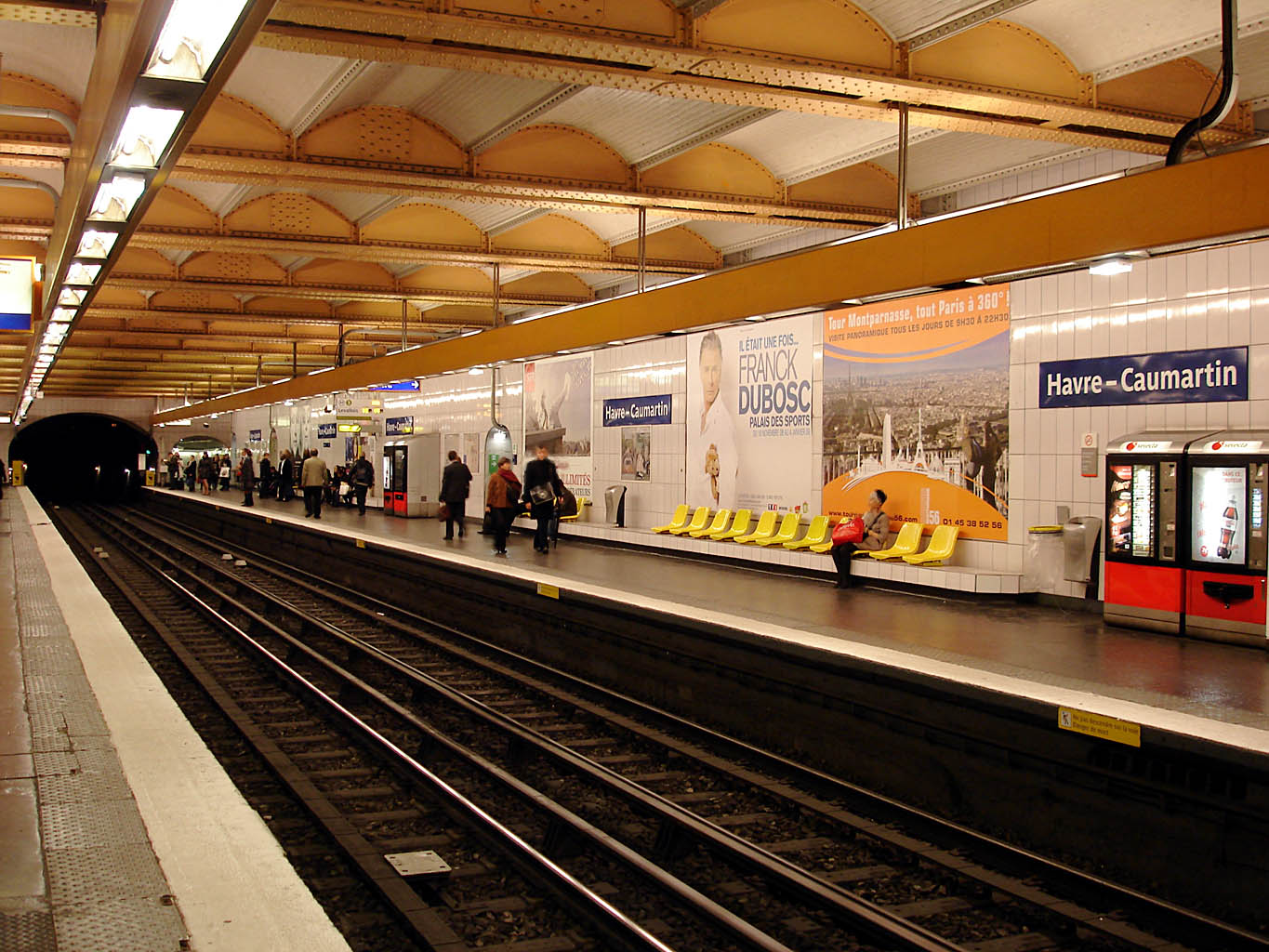
Nástupiště na lince 3

Havre – Caumartin je přestupní stanice pařížského metra na linkách 3 a 9. Podzemními podchody je spojena též se stanicemi Auber s přestupem na linku RER A a Haussmann – Saint-Lazare na lince RER E. Přes ně je přestupními koridory nepřímo propojená ještě s dalšími stanicemi metra. Nachází se v 9. obvodu v Paříži na křižovatce ulic Rue de Caumartin a Boulevard Haussmann.

## Historie
Stanice byla otevřena 19. října 1904 jako součást prvního úseku linky 3 mezi stanicemi Avenue de Villiers (dnes Villiers) a Père Lachaise. 3. června 1923 bylo otevřeno nástupiště pro linku 9, která byla prodloužena ze stanice Saint-Augustin do Chaussée d'Antin.
23. listopadu 1971 byla zprovozněna stanice RER Auber, přes kterou je možné dojít podzemím až do stanice Opéra (linky 3 a 7). Když byla v roce 1999 otevřena stanice RER Haussmann – Saint-Lazare, vznikl rozsáhlý podzemní labyrint chodeb, který umožňuje projít ze stanice Havre – Caumartin do stanice metra Saint-Lazare (linky 3, 12, 13 a 14) a odtud ještě na stanici Saint-Augustin, která leží na lince 9.

## Název
Současné jméno stanice je tvořeno dvěma částmi. Stanice byla otevřena pod názvem Caumartin podle Rue de Caumartin. Antoine-Louis Lefebvre de Caumartin, markýz de Saint-Ange byl v 18. století představitel Paříže. V roce 1926 bylo přináno slovo Havre podle další ulice Rue Havre, pojmenované po městě Le Havre, kam jezdí vlaky z nádraží Saint-Lazare.

## Vstupy
Stanice má čtyři východy, které vedou na Boulevard Haussmann před domy č. 70, 56, 53 a 43.

## Zajímavosti v okolí
- Obchodní dům Galeries Lafayette